# Hansy Vogt

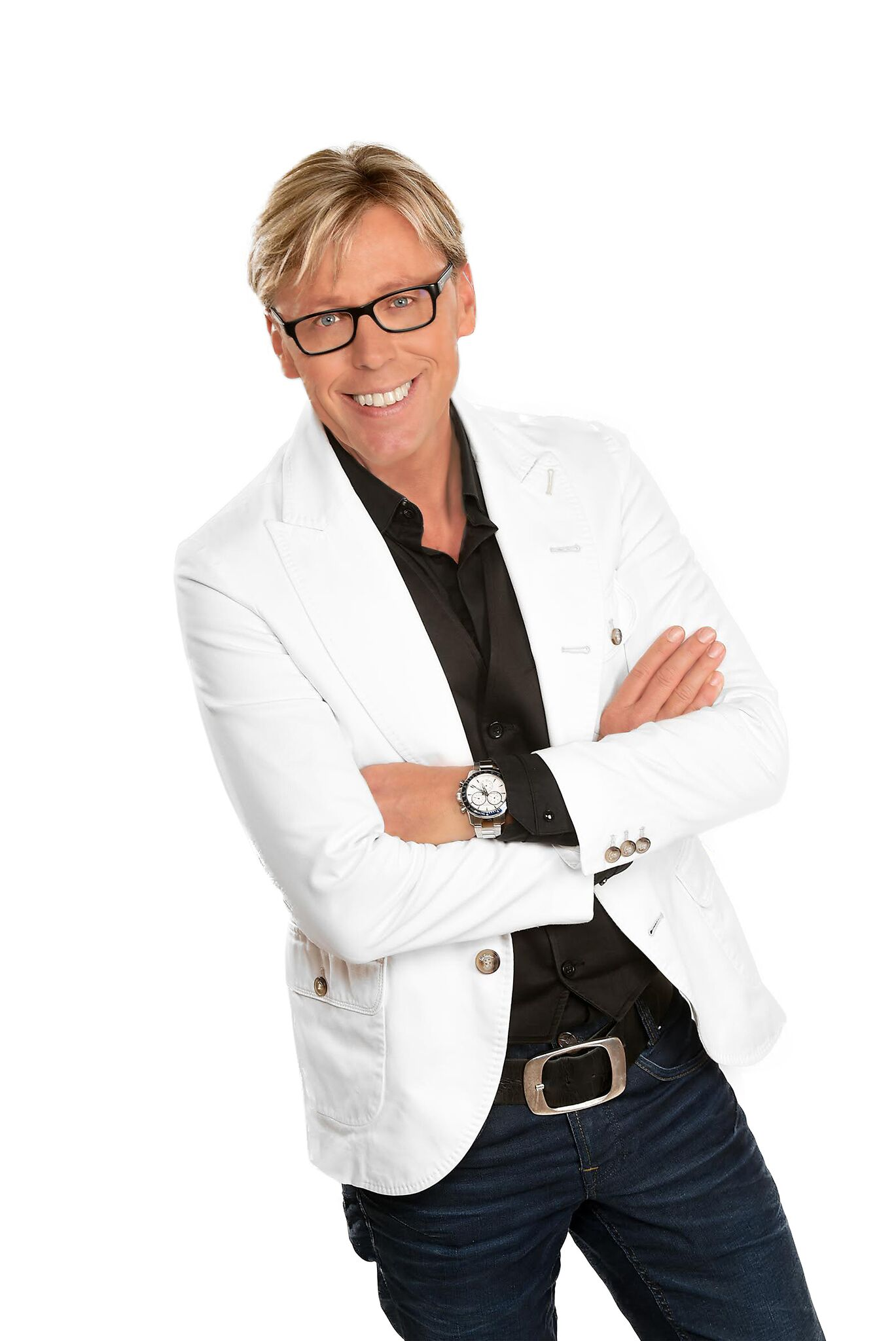
Hansy Vogt, 2018

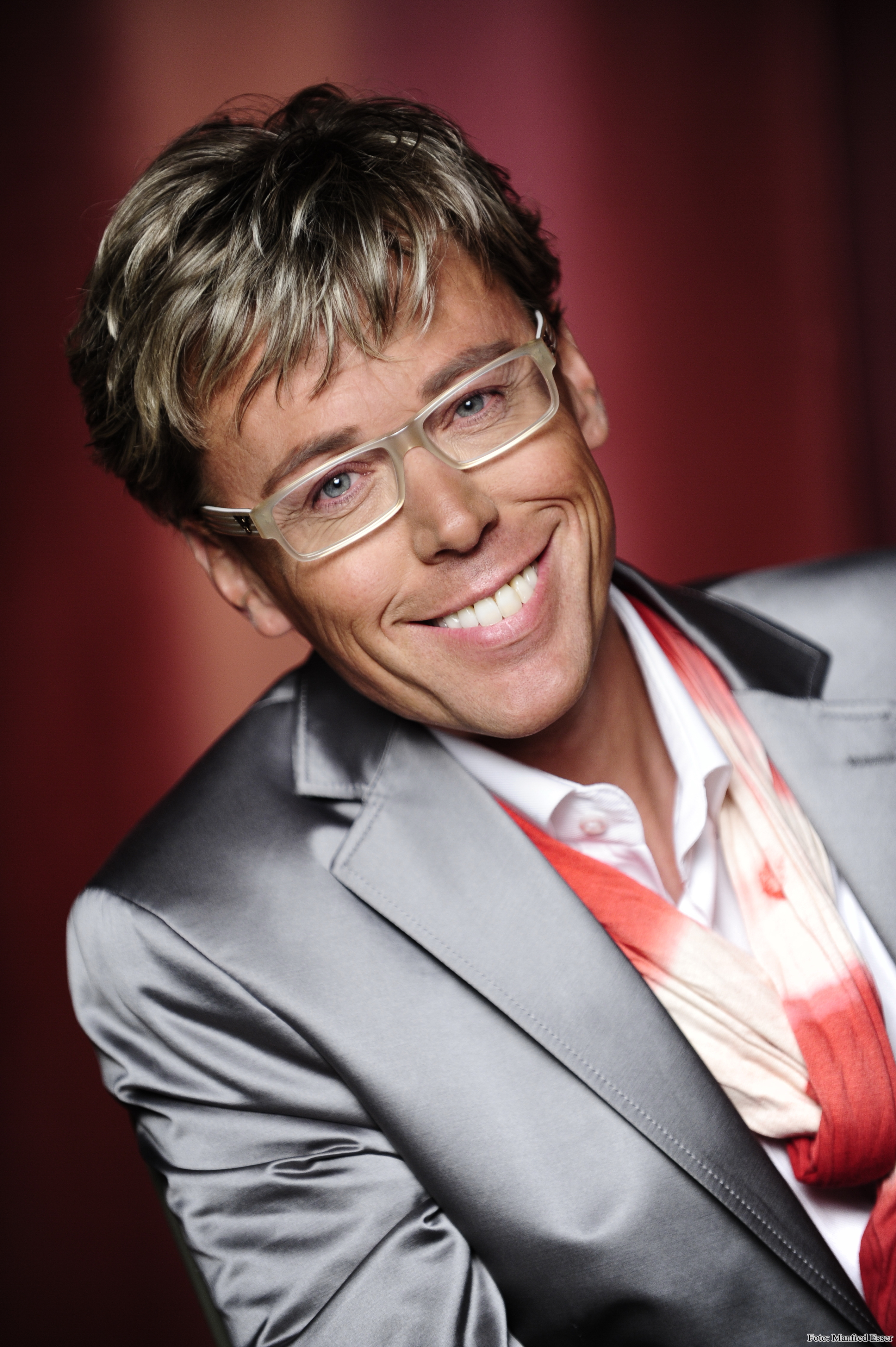
Hansy Vogt, 2010

Hansy Vogt (* 25. Dezember 1967 in Feldberg, Schwarzwald) ist ein deutscher Fernsehmoderator, Sänger, Entertainer, Bauchredner und der offizielle Schwarzwaldbotschafter.

## Leben
Vogt schloss eine Bäcker- und Konditorenlehre ab und wechselte 1987 in die Unterhaltungsbranche.
Vogt lebt in Ettenheim im Ortenaukreis. Vogt wurde 2008 zum offiziellen „Botschafter des Schwarzwaldes“ ernannt.

## Rollen

### Frau Wäber
Im Jahr 1998 entwickelte er für das Fernsehen die Komikfigur Frau Wäber, die seitdem regelmäßig in den TV-Sendungen Fröhlicher Alltag (SWR), Immer wieder sonntags (Das Erste) sowie Schwaben weissblau (BR) zu sehen ist. 

### Feldberger
Er gründete gemeinsam mit Robert Strittmater, Lothar Böhler und Christoph Laubis, die Band Feldberger (ehemals „D’ Feldberger Spitzbuebe“), deren Frontmann und Sänger er wurde. Den ersten Auftritt hatte Vogt im Mai 1988 beim Frühlingsfest in Linach.
Die Feldberger wurden im Schlager- und Volksmusikbereich bekannt und nahmen dreimal beim Grand Prix der Volksmusik teil und wurden Sieger beim Schwarzwald-Musikanten-Pokal, beim MDR-Herbert-Roth-Preis, der ARD-Schlagerparade der Volksmusik und beim ARD-Grand Prix der guten Laune.

### Moderator
1994 wurde Vogt vom SWR zur Moderation einer wöchentlichen Radiosendung mit dem Titel Radio Holladio und der Sendung Schlagerkarussell engagiert. Für den volkstümlichen Sender Radio Melodie gestaltete er eine Sendung mit dem Titel Alpenrock.
Im SWR Fernsehen moderierte Hansy Vogt von 2004 bis 2013 die Sendung Sonntagstour, von 2005 bis 2012 war er zusammen mit Sonja Faber-Schrecklein Moderator der SWR-Sendung Fröhlicher Feierabend und aktuell moderiert er die Sendung SWR Treffpunkt.

### Bauchredner
Seit 2000 tritt er auch mit seinen Puppen Kleine Schwarzwaldmarie, Kucki der Kukuck, Klara Kirschtorte und Hase Felix als Bauchredner auf Showbühnen und in verschiedenen TV-Formaten auf.